# Tesserogastria musculosa
Tesserogastria musculosa är en nässeldjursart som beskrevs av Fredrik Beyer 1959. Tesserogastria musculosa ingår i släktet Tesserogastria och familjen Ptychogastriidae. Det är osäkert om arten förekommer i Sverige. Inga underarter finns listade i Catalogue of Life.